# پوکا اورو
پوکا اورو (به اسپانیایی: Puka Uru) یک کوه در پرو است که در Peru, Pasco Region واقع شده‌است. پوکا اورو ۴٬۶۵۰ متر بالاتر از سطح دریا واقع شده‌است.